# Leyenda (cartografía)

Leyenda de mapa global de tendencias de temperaturas

En un mapa se denomina leyenda a la explicación que se provee sobre los símbolos y colores que se presentan en el mapa. 
En la leyenda se suele dibujar cada uno de los símbolos utilizados en el mapa y se coloca una explicación sobre su significado.

## Símbolos usuales
En los mapas es común utilizar símbolos para indicar la ubicación de: iglesias, aeropuertos, estaciones, camineras, hoteles, hospitales, rutas nacionales, rutas provinciales, caminos, huellas, vías férreas, diques, arroyos, entre otros.

## Ubicación
Usualmente la leyenda se ubica en la zona inferior o sobre el margen derecho del mapa. Por lo general se suele colocar la leyenda dentro de un recuadro independiente para mejorar la lectura y comprensión. En algunos casos se opta por presentar en el recuadro un sector de mapa ilustrado con los símbolos y mostrando su significado.

## Uso en mapas temáticos
Las leyendas que se utilizan en mapas temáticos, como por ejemplos los mapas con información sobre suelos, explican las características y/o tipos  de datos mostrados. Por ejemplo una coloración verde intenso puede ser utilizada para indicar zonas de selvas, mientras que una coloración verde con rayas puede denotar un pantano o bajío, y una zona en marrón un área de montañas rocosas. 